# Pseudarista
Pseudarista là một chi bướm đêm thuộc họ Erebidae.